# Pompeo Colonna
Pompeo Colonna (Roma, 12 maggio 1479 – Napoli, 28 giugno 1532) è stato un cardinale e condottiero italiano.
Fu viceré di Napoli dal 1530 al 1532.

## Biografia
Esponente dei Colonna, importante e storica famiglia romana, combatté dapprima contro gli Orsini e successivamente fu eletto vescovo di Rieti con nomina di abate commendatario di Subiaco e Grottaferrata. Partecipò sotto gli ordini dello zio Prospero alla campagna di Puglia e sembra che in occasione della disfida di Barletta implorasse invano dallo zio il permesso di partecipare attivamente al duello.
Credendo che papa Giulio II fosse in fin di vita, nella vicenda in parte conclusasi poi con la Pax romana, cercò di far scoppiare una sommossa fra il popolo per liberarlo dal potere papale, scoperto il complotto fu accusato di fellonia. Con l'elezione del nuovo pontefice nel 1517 venne elevato a cardinale, in questo periodo inizia il periodo più fiorente con l'organizzazione di battute di caccia, di banchetti e ritrovi con gli artisti del momento.
Dal 1523 al 1525 fu amministratore della diocesi di Acerno a cui donò un artistico reliquario in argento. Nel 1523 era salito al Soglio pontificio Giulio Zanobi del casato de' Medici di Firenze. La famiglia Medici era da sempre nemica dei Colonna.
Nel 1526 l'imperatore Carlo V entrò in conflitto con il pontefice. Non potendo intervenire direttamente su Roma per problemi interni, chiese aiuto ai Colonna, che risposero prontamente. Nella notte tra il 19 ed il 20 settembre 1526, Pompeo occupò con un esercito di 8 000 uomini la porta di San Giovanni in Laterano e Trastevere, spingendosi lungo il Borgo Vecchio fino quasi al Vaticano. Clemente VII si rifugiò a Castel Sant'Angelo lasciando che il Vaticano venisse saccheggiato dalle truppe del cardinale.
L'8 maggio 1527 durante il sacco di Roma, il cardinale entrò in città seguito da molti contadini dei suoi feudi, che saccheggiarono tutte le case in cui ancora rimaneva qualcosa da rubare o da distruggere.
Successivamente Pompeo Colonna si ritirò con calma a Napoli. Qui rivestì la carica di luogotenente del Regno fino alla sua morte.
Fu autore di un'apologia dedicata alla cugina Vittoria Colonna, intitolata Apologia mulierum.

## Ascendenza
|                  |   |                | Genitori          |  |  | Nonni |  |  | Bisnonni                |  |  | Trisnonni       |  |
|                  |   |                |                   |  |  |       |  |  | Lorenzo Onofrio Colonna |  |  | Agapito Colonna |  |
|                  |   |                |                   |  |  |       |  |  | Lorenzo Onofrio Colonna |  |  | Agapito Colonna |  |
|                  |   | Caterina Conti |                   |  |  |       |  |  | Lorenzo Onofrio Colonna |  |  |                 |  |
| Antonio Colonna  |   |                |                   |  |  |       |  |  | Lorenzo Onofrio Colonna |  |  |                 |  |
|                  |   | Sveva Caetani  | Jacobello Caetani |  |  |       |  |  |                         |  |  |                 |  |
|                  |   | Sveva Caetani  | Jacobello Caetani |  |  |       |  |  |                         |  |  |                 |  |
|                  |   | Sveva Caetani  | Rogasia d'Evoli   |  |  |       |  |  |                         |  |  |                 |  |
| Girolamo Colonna |   | Sveva Caetani  |                   |  |  |       |  |  |                         |  |  |                 |  |
|                  |   | …              | …                 |  |  |       |  |  |                         |  |  |                 |  |
|                  |   | …              | …                 |  |  |       |  |  |                         |  |  |                 |  |
|                  |   | …              | …                 |  |  |       |  |  |                         |  |  |                 |  |
| …                |   | …              |                   |  |  |       |  |  |                         |  |  |                 |  |
|                  |   | …              | …                 |  |  |       |  |  |                         |  |  |                 |  |
|                  |   | …              | …                 |  |  |       |  |  |                         |  |  |                 |  |
|                  |   | …              | …                 |  |  |       |  |  |                         |  |  |                 |  |
| Pompeo Colonna   |   | …              |                   |  |  |       |  |  |                         |  |  |                 |  |
|                  | … | …              |                   |  |  |       |  |  |                         |  |  |                 |  |
|                  | … | …              |                   |  |  |       |  |  |                         |  |  |                 |  |
|                  | … | …              |                   |  |  |       |  |  |                         |  |  |                 |  |
| …                | … |                |                   |  |  |       |  |  |                         |  |  |                 |  |
|                  |   | …              | …                 |  |  |       |  |  |                         |  |  |                 |  |
|                  |   | …              | …                 |  |  |       |  |  |                         |  |  |                 |  |
|                  |   | …              | …                 |  |  |       |  |  |                         |  |  |                 |  |
| Vittoria Conti   |   | …              |                   |  |  |       |  |  |                         |  |  |                 |  |
|                  |   | …              | …                 |  |  |       |  |  |                         |  |  |                 |  |
|                  |   | …              | …                 |  |  |       |  |  |                         |  |  |                 |  |
|                  |   | …              | …                 |  |  |       |  |  |                         |  |  |                 |  |
| …                |   | …              |                   |  |  |       |  |  |                         |  |  |                 |  |
|                  |   | …              | …                 |  |  |       |  |  |                         |  |  |                 |  |
|                  |   | …              | …                 |  |  |       |  |  |                         |  |  |                 |  |
|                  |   | …              | …                 |  |  |       |  |  |                         |  |  |                 |  |
|                  |   | …              |                   |  |  |       |  |  |                         |  |  |                 |  |